# Осада Орешка (1582)
Осада крепости Орешек — последняя крупная военная операция русско-шведской войны за ливонское наследство. Шведское продвижение было остановлено успешной обороной крепости, что привело к подписанию Плюсского перемирия в 1583 году.

## Предыстория
Завершающая фаза Ливонской войны была ознаменована поражениями русских войск и наступлением их противников. В то время как польский король Стефан Баторий осаждал Псков, шведы, пополнившие ряды своей армии шотландскими наёмниками, смогли полностью вытеснить русских из Эстляндии и лишить их выхода к Балтийскому морю. После этого возглавляемая Понтусом Делагарди шведская армия смогла также занять Ивангород, Ям и Копорье. Воевода Дмитрий Хворостинин нанёс шведам поражение в битве под Лялицами, однако шведская армия продолжила наступление. В сентябре 1582 года шведы подошли к Орешку.

## Ход осады
В Орешке оборону держал гарнизон под командованием воевод Ростовского, Судакова и Хвостова. Попытка Делагарди взять крепость с ходу не увенчалась успехом. После этого шведы приступили к осаде, а 8 (18) октября 1582 года предприняли решительный штурм. Пробив в одном месте крепостную стену, шведским отрядам удалось проникнуть внутрь, однако упорное сопротивление гарнизона переломило ход событий. Нападавшие были перебиты защитниками Орешка и сброшены в реку. Осенний разлив Невы и её сильное в тот день волнение сыграли на руку русским воинам, не позволив Делагарди вовремя прислать своим ворвавшимся в крепость частям подкрепление. 18 (28) октября был отбит второй штурм с большими потерями для шведов. Окончательное снятие осады было связано с приближением русских войск из Новгорода во главе с воеводой Андреем Шуйским.

## Последствия
Неудача Делагарди под Орешком остановила продвижение шведов и была своеобразным аналогом неудачи Батория под Псковом. Её результатом стало подписание обеими сторонами Плюсского перемирия в следующем году.